# Esenbeckia insignis
Esenbeckia insignis är en tvåvingeart som beskrevs av Krober 1931. Esenbeckia insignis ingår i släktet Esenbeckia och familjen bromsar. Inga underarter finns listade i Catalogue of Life.